# High Level (Alberta)
Pour les articles homonymes, voir High Level.
High Level est une ville (town) du Comté de Mackenzie, située dans la province canadienne d'Alberta.

## Démographie
En tant que localité désignée dans le recensement de 2011, High Level a une population de 3 641 habitants dans 1272 de ses 1463 logements, soit une variation de -6.3% avec la population de 2006. Avec une superficie de 31,989 6 km2, la ville possède une densité de population de 113,818 2 hab/km2 en 2011.
Concernant le recensement de 2006, High Level abritait 3 887 habitants dans 1367 de ses 1519 logements. Avec une superficie de 31,989 5 km2, la ville possédait une densité de population de 121,5 hab/km2 en 2006.
| 2001  | 2006  | 2011  | 2016  |
| ----- | ----- | ----- | ----- |
| 3 444 | 3 887 | 3 641 | 3 159 |

## Climat
| Mois                                  | jan.       | fév.       | mars      | avril      | mai        | juin      | jui.      | août      | sep.       | oct.       | nov.       | déc.       | année           |
| ------------------------------------- | ---------- | ---------- | --------- | ---------- | ---------- | --------- | --------- | --------- | ---------- | ---------- | ---------- | ---------- | --------------- |
| Température minimale moyenne (°C)     | −25,8      | −23,3      | −16,4     | −4,7       | 2          | 7,3       | 9,9       | 7,6       | 1,9        | −4,6       | −16,8      | −23,5      | −7,2            |
| Température moyenne (°C)              | −20,4      | −16,9      | −9,4      | 2          | 9,1        | 14,3      | 16,5      | 14,4      | 8,4        | 0,4        | −12,3      | −18,2      | −1              |
| Température maximale moyenne (°C)     | −15        | −10,4      | −2,4      | 8,7        | 16,2       | 21,3      | 23        | 21,1      | 14,8       | 5,3        | −7,7       | −12,8      | 5,2             |
| Record de froid (°C) date du record   | −50,6 1972 | −46,1 1975 | −45 1976  | −32,2 1972 | −13,7 2002 | −3,6 1982 | −0,2 1985 | −4,4 1982 | −13,9 1974 | −36,3 1984 | −43,4 1985 | −47,2 1971 | −50,6 13/1/1972 |
| Record de chaleur (°C) date du record | 11,3 2003  | 14,6 1992  | 17,4 2004 | 30,2 1977  | 33,9 1971  | 31,5 1982 | 34,4 1975 | 35,2 1981 | 30,2 1988  | 25,2 1987  | 15 1978    | 14,2 1999  | 35,2 9/7/1981   |
| Ensoleillement (h)                    | 52,6       | 96,2       | 178,5     | 239,4      | 280,1      | 298,2     | 295,2     | 264,4     | 168        | 101,3      | 46         | 35,3       | 2 055,1         |
| Précipitations (mm)                   | 19,5       | 17,5       | 18,2      | 14,7       | 35,8       | 51,3      | 66,2      | 43,3      | 31,6       | 30,6       | 24,5       | 18,8       | 372,1           |
| dont neige (cm)                       | 24,1       | 21,1       | 21,5      | 7,6        | 6,1        | 0,01      | 0         | 0,09      | 2,6        | 18,6       | 28,8       | 23,7       | 154,2           |
| Nombre de jours avec précipitations   | 12         | 10,2       | 8         | 5,5        | 9,4        | 11,2      | 13        | 11,7      | 10,1       | 9,7        | 12,2       | 11         | 124             |
| Nombre de jours avec neige            | 12         | 10,6       | 8,2       | 3,1        | 1,6        | 0,04      | 0         | 0,07      | 0,81       | 6          | 12,4       | 11,5       | 66,4            |

| Diagramme climatique                                  |                |               |             |           |             |           |             |             |             |               |                |
| J                                                     | F              | M             | A           | M         | J           | J         | A           | S           | O           | N             | D              |
| −15−25,819,5                                          | −10,4−23,317,5 | −2,4−16,418,2 | 8,7−4,714,7 | 16,2235,8 | 21,37,351,3 | 239,966,2 | 21,17,643,3 | 14,81,931,6 | 5,3−4,630,6 | −7,7−16,824,5 | −12,8−23,518,8 |
| Moyennes : • Temp. maxi et mini °C • Précipitation mm |                |               |             |           |             |           |             |             |             |               |                |